# Hermann Höfer
Hermann „Stift“ Höfer (* 19. Juli 1934 in Frankfurt am Main; † 22. Oktober 1996) war ein deutscher Fußballspieler und -funktionär, der als Aktiver von Eintracht Frankfurt im Jahr 1959 die deutsche Meisterschaft gewonnen und im Jahr 1960 mit der Eintracht im Finale des Europacup der Meister gegen Real Madrid gestanden hat. Mit der deutschen Fußballnationalmannschaft der Amateure hat er an den Olympischen Sommerspielen 1956 in Melbourne teilgenommen. Von 1954 bis 1963 hat der anfängliche Stürmer und spätere linke Verteidiger im damals praktizierten WM-System in der Fußball-Oberliga Süd 224 Ligaspiele absolviert und 17 Tore erzielt.

## Karriere

### Oberliga Süd, 1954 bis 1963
Höfer trat als Fünfzehnjähriger Eintracht Frankfurt bei und blieb dem Verein bis zu seinem Karriereende im Sommer 1966, verursacht durch eine Knieverletzung, treu. 1954 debütierte der vormalige Jugend- und Amateurspieler in der ersten Mannschaft, in der er bis 1966 insgesamt über 300 Spiele absolvieren sollte. Am letzten Rundenspieltag 1953/54, am 4. April 1954, beim Auswärtsspiel gegen Jahn Regensburg kam Höfer erstmals in der Oberliga Süd zum Einsatz. Beim 2:0-Erfolg stürmte er auf Linksaußen undt traf in der 85. Minute zum 2:0-Endstand. Die Eintracht zog als Vizemeister der Oberliga Süd in die Endrunde um die deutsche Meisterschaft 1954 ein. In der wegen der Weltmeisterschaft in der Schweiz verkürzten Endrunde kam er dann im Mai in den zwei Gruppenspielen gegen den 1. FC Kaiserslautern (0:1) und 1. FC Köln (2:3) zum Einsatz. Bei beiden Spielen bildete er zusammen mit Alfred Pfaff den linken Eintracht-Flügel. Im Eintracht-Trikot feierte er 1959 die deutsche Meisterschaft.
In der Meisterschaftssaison 1958/59 hatte Höfer alle 30 Rundenspiele bestritten und zwei Tore erzielt. In der Endrunde um die deutsche Meisterschaft wurde er von seinem Trainer Paul Oßwald auch in allen sieben Begegnungen nominiert. Zuerst in den sechs Gruppenspielen gegen den 1. FC Köln, FK Pirmasens und SV Werder Bremen (12:0 Punkte) und danach im Finale am 28. Juni 1959 in Berlin gegen den Lokalrivalen Kickers Offenbach. Beim 5:3-Erfolg nach Verlängerung hatte er die Aufgabe den Nationalspieler Engelbert Kraus auf Rechtsaußen zu bekämpfen. In den Jahren 1961 und 1962 kam der zweikampfstarke und zuverlässige Verteidiger mit der Elf vom Riederwald jeweils zur Vizemeisterschaft. Mit dem vierten Rang beendete Höfer mit der Eintracht 1963 die Ära der erstklassigen Oberliga Süd und sein Verein wurde damit zur Saison 1963/64 in die neu eingeführte zentrale Fußball-Bundesliga eingereiht.
Sportlicher Höhepunkt für die Eintracht wie auch für Höfer war 1960 der Wettbewerb im Europacup der Meister mit den Spielen gegen die Teams von Young Boys Bern (4:1, 1:1), Wiener Sportclub (2:1, 1:1), Glasgow Rangers im Halbfinale (6:1, 6:3) und das Finale am 18. Mai 1960 in Glasgower Hampden Park vor 127.000 Zuschauern gegen den vierfachen Europapokalsieger Real Madrid. Höfer konnte im persönlichen Duell gegen Real-Rechtsaußen Canário zwar bestehen, aber die weiteren Angriffsasse der Madrilenen mit Luis Del Sol, Alfredo Di Stéfano, Ferenc Puskás und Francisco Gento entschieden nach einem beiderseits vollkommen offensiv geführten Spiel, das Finale verdient mit 7:3 für Real. Seine ersten Erfahrungen im europäischen Fußball hatte Höfer im Messestädte-Pokal in den Jahren 1955–57 in Reihen der Frankfurter Stadtauswahl gegen Basel (5:1) und London (1:0) gesammelt. Sein letzter Auftritt im Messecup war der 3:0-Heimerfolg am 2. September 1964 gegen den FC Kilmarnock.

### Bundesliga, 1963 bis 1966
Von 1963 bis 1966 spielte Höfer mit Eintracht Frankfurt in der Fußball-Bundesliga und absolvierte dabei 68 Spiele, in denen er in den Spielzeiten 1964/65 und 1965/66 jeweils einmal traf. Im Debütjahr der Bundesliga, 1963/64, belegte er mit seinem Verein, punktgleich mit Vizemeister Meidericher SV, den dritten Rang. Neben Mitspielern wie Torhüter Egon Loy, Dieter Lindner, Friedel Lutz, Alfred Horn, Dieter Stinka, Richard Kreß, Lothar Schämer, Erwin Stein, Wilhelm Huberts (29-18), Wolfgang Solz und Horst Trimhold hatte Höfer (29-0) nur in einem Ligaspiel gefehlt. Durch einen 3:1-Erfolg zog er mit seinen Mannschaftskameraden am 3. Juni 1964 gegen Hertha BSC in das Pokalfinale 1964 ein. Das Endspiel verlor er mit der Eintracht am 13. Juni in Stuttgart mit 0:2 gegen München 1860.
Sein letztes Bundesligaspiel absolvierte der linke Verteidiger am 25. Spieltag der Saison 1965/66, am 12. März 1966. Eintracht Frankfurt kam im Heimspiel gegen den 1. FC Köln nicht über ein 0:0-Remis hinaus. Im Team von Trainer Elek Schwartz hütete Peter Kunter das Tor und Karl-Heinz Wirth, Dieter Lindner, Peter Blusch und Höfer bildeten die Abwehrkette. Eine schwere Knieverletzung beendete danach für Höfer die Saison und führte auch zum Laufbahnende. Er hatte nochmals 21 Bundesligaspiele (1 Tor) absolviert und die Eintracht hatte den 7. Rang belegt.
Insgesamt kam er zu 292 Ligaspielen und 19 Ligatoren für die Eintracht.
Er verursachte den ersten Elfmeter in der Fußball-Bundesliga-Geschichte.

### Auswahlmannschaften
In den Jahren 1954 bis 1957 absolvierte Höfer sechs Länderspiele in der deutschen Fußballnationalmannschaft der Amateure. Er debütierte am 30. Mai 1954 bei einem Länderspiel gegen Frankreich (0:0) in der DFB-Amateurauswahl. Er stürmte auf Linksaußen und bildete mit Ernst Wade von Kickers Offenbach den linken Flügel. Mit den DFB-Amateuren trat er am 24. November 1956 in Melbourne bei den Olympischen Spielen 1956 gegen den späteren Olympiasieger Sowjetunion an, das Team schied nach dem 1:2-Endergebnis aber bereits nach dem ersten Spiel aus dem Turnier aus. Am 26. Mai 1957 war er im Länderspiel der Juniorennationalmannschaft U 23 in Bayreuth gegen die Tschechoslowakei im Einsatz. Vor Torhüter Fritz Ewert bildete er mit Herbert Dienelt das deutsche Verteidigerpaar.
Bei den zwei A-Länderspielen am 13. Juni beziehungsweise 30. Juni 1956 in Oslo und Stockholm gegen Norwegen (3:1) und Schweden (2:2) gehörte er dem Kader der A-Nationalmannschaft an; Bundestrainer Herberger brachte ihn aber nicht zum Einsatz. Für Süddeutschland bestritt er von 1957 bis 1959 mehrere Repräsentativspiele.

### Trainer und Funktionär
Nach seiner aktiven Laufbahn war Höfer lange Jahre Jugend- und Amateurtrainer am Riederwald. In der Saison 1981/82 war er Vizepräsident der Eintracht.
Weitere Ehrenämter:
- 1991–1996: Schatzmeister im Volksbund Deutsche Kriegsgräberfürsorge e. V. Im Land Hessen
- 1987–1996: Schatzmeister Bund Deutscher Fußball-Lehrer e. V.
- 1990–1996: Revisor der Union Europäischer Fußball Trainer e. V.

### Berufliche Karriere
- 1952–1955: Ausbildung zum Bankkaufmann bei der Deutschen Effecten- und Wechselbank
- 1960–1980: Filialleiter bei der Deutschen Effecten- und Wechselbank (und deren Nachfolgebanken)
- bis 1996: Anlage- und Vermögensberater (Abteilungsdirektor) in der Nachfolgebank Credit Suisse

### Erfolge
- Deutscher Meister: 1959
- Süddeutscher Meister: 1959
- Finalteilnahme im EC der Landesmeister: 1960
- Vizemeister Oberliga Süd: 1961 und 1962
- DFB-Pokalfinale: 1964
- Deutscher Flutlichtpokalsieger: 1957